# Bronnzell
Bronnzell is een plaats in de Duitse gemeente Fulda, deelstaat Hessen, en telt 1411 inwoners (2006).